# ديلروي واشنطن
ديلروي واشنطن (بالإنجليزية: Delroy Washington)‏ هو موسيقي جامايكي، ولد في 1952 في أبرشية ويستمورلاند ‏ في جامايكا.

## روابط خارجية
- ديلروي واشنطن على موقع IMDb (الإنجليزية)
- ديلروي واشنطن على موقع ميوزك برينز (الإنجليزية)
- ديلروي واشنطن على موقع أول ميوزيك (الإنجليزية)
- ديلروي واشنطن على موقع ديسكوغز (الإنجليزية)